# 地蔵寺 (和歌山県九度山町)
地蔵寺は、和歌山県伊都郡九度山町椎出にある高野山真言宗の寺院。玉椎山東洋院地蔵寺。椎出厳嶋神社の別当寺。門前を世界遺産である高野山へ繋がる槇尾道(まきおみち)が通っている。

## 歴史
建立は不詳であるが、1107年（嘉承2年）に書写され、僧・経真に供養された大般若経（288巻）を所蔵するため、建立されたのはそれ以前と考えられる。

## 諸堂・伽藍
室町時代には堂塔を持つの七堂伽藍が存在していたが、現在は庫裡、本堂（旧・地蔵堂）、薬師堂（旧・本堂）、大日堂、うかがい地蔵堂がある。
地蔵寺所蔵の美術工芸品のうち2点が九度山町により文化財に指定されており、大般若経288巻が1980年（昭和55年）に、薬師堂に安置されている木造聖観音菩薩坐像が1987年（昭和62年）にそれぞれ指定を受けている。

### 椎出厳嶋神社
もとは椎出村の産土神であったが、1911年（明治44年）、町内にある上古沢の厳島神社に合祀され、社殿のみが当地に残された。江戸時代後期の社号は「辨財天社」と記されている。

## 関連施設

### 地蔵昇龍
「地蔵昇龍」は庫裡の天井に配されている天井画で、3.6メートル四方の昇龍が珠玉を掴み、頭に本尊である地蔵菩薩を乗せて天上を駆け巡る情景を描く。大阪府在住の画家により2015年（平成27年）11月から制作が始められ2016年（平成28年）に奉納された。

### 文化財伝承館「ふれあい」

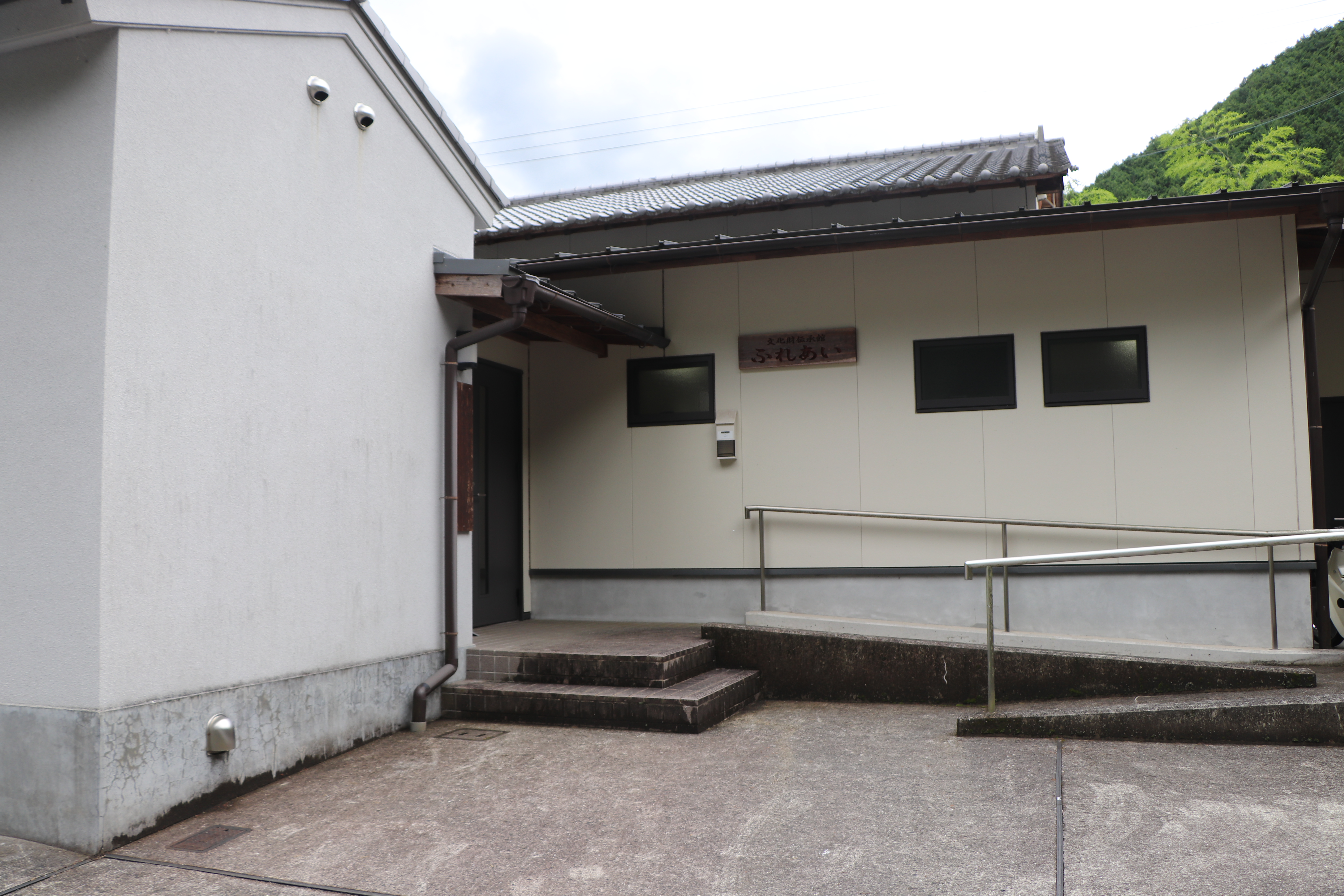
文化財伝承館「ふれあい」

伝承館には「鬼の舞ミュージアム」が設けられ、代々伝わる衣装や太鼓のレプリカや貴重な資料が展示されている。

## 主な年中行事

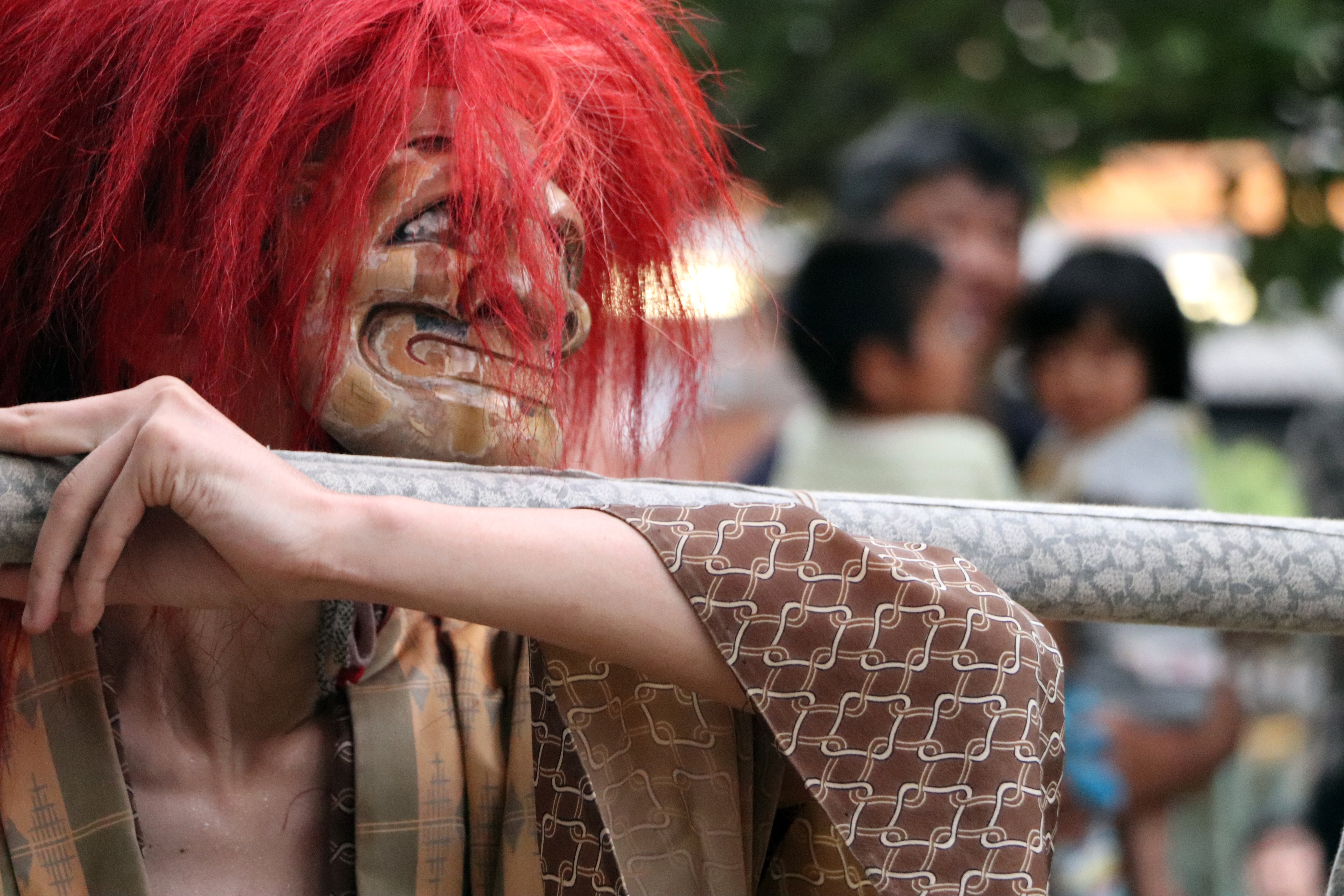
椎出鬼の舞（2018年8月16日撮影）

毎年お盆の時期の8月16日には椎出鬼の舞が開催され、和歌山県の無形民俗文化財に指定されている。

## 交通アクセス
鉄道
- 南海電気鉄道 南海高野線 高野下駅から徒歩で3分。駅の裏側に位置する。